# Khúc côn cầu trên cỏ tại Thế vận hội Mùa hè 2016 – Đội hình Nam
Có tất cả mười hai đội tuyển tham gia tranh tài môn khúc côn cầu trên cỏ nam tại Thế vận hội Mùa hè 2016 ở Rio de Janeiro. Mỗi đội cử mười sáu vận động viên chính thức và có thể cử thêm hai vận động viên dự phòng cho trường hợp vận động viên chính thức gặp chấn thương.

## Bảng A

### Úc
Sau đây là đội hình của đội tuyển Úc tham dự giải đấu khúc côn cầu trên cỏ nam tại Thế vận hội Mùa hè 2016. Aran Zalewski thay thế cho Tristan White sau khi anh bị đứt dây chằng chéo sau một tháng trước trận đấu.
Huấn luyện viên trưởng: Graham Reid
1. Jamie Dwyer
2. Simon Orchard
3. Glenn Turner
4. Chris Ciriello
5. Matt Dawson
6. Mark Knowles (C)
7. Eddie Ockenden
8. Jake Whetton
9. Blake Govers
10. Matthew Gohdes
11. Aran Zalewski
12. Tim Deavin
13. Matthew Swann
14. Daniel Beale
15. Andrew Charter (TM)
16. Fergus Kavanagh

Dự phòng:
- Jeremy Hayward
- Tom Craig
- Tyler Lovell

### Bỉ
Sau đây là đội hình của đội tuyển Bỉ tham dự giải đấu khúc côn cầu trên cỏ nam tại Thế vận hội Mùa hè 2016.
Huấn luyện viên trưởng: Shane McLeod
1. Arthur Van Doren
2. John-John Dohmen (C)
3. Florent van Aubel
4. Sebastien Dockier
5. Cédric Charlier
6. Gauthier Boccard
7. Emmanuel Stockbroekx
8. Thomas Briels
9. Felix Denayer
10. Vincent Vanasch (TM)
11. Simon Gougnard
12. Loïck Luypaert
13. Tom Boon
14. Jérôme Truyens
15. Elliot Van Strydonck
16. Tanguy Cosyns

Dự phòng:
- Alexandre de Paeuw
- Jeremy Gucassoff (TM)
- Alexander Hendrickx

### Brazil
Sau đây là đội hình của đội tuyển Brazil tham dự giải đấu khúc côn cầu trên cỏ nam tại Thế vận hội Mùa hè 2016.
Huấn luyện viên trưởng: Sidney Rocha
1. Thiago Bomfim (TM)
2. Bruno Mendonça
3. Joaquín Lopez
4. Adam Imer
5. André Patrocínio (C)
6. Yuri van der Heijden
7. Stephane Vehrle-Smith
8. Matheus Borges
9. Lucas Paixão
10. Bruno Paes
11. Ernst Rost-Onnes
12. Patrick van der Heijden
13. Rodrigo Steimbach
14. Christopher McPherson
15. Paulo Batista Junior
16. Rodrigo Faustino (TM)

Dự phòng:
- Marcos Pasin
- Augusto Felipe

### Anh Quốc
Sau đây là đội hình của đội tuyển Anh Quốc tham dự giải đấu khúc côn cầu trên cỏ nam tại Thế vận hội Mùa hè 2016.
Huấn luyện viên trưởng: Bobby Crutchley
1. George Pinner (TM)
2. David Ames
3. Henry Weir
4. Ashley Jackson
5. Simon Mantell
6. Harry Martin
7. Alastair Brogdon
8. Michael Hoare
9. Samuel Ward
10. Mark Gleghorne
11. Adam Dixon
12. Barry Middleton (C)
13. David Condon
14. Iain Lewers
15. Nicholas Catlin
16. Daniel Fox
17. Ian Sloan

Dự phòng:
- James Bailey
- Dan Shingles

### New Zealand
Sau đây là đội hình của đội tuyển New Zealand tham dự giải đấu khúc côn cầu trên cỏ nam tại Thế vận hội Mùa hè 2016.
Huấn luyện viên trưởng: Colin Batch
1. James Coughlan
2. Simon Child (C)
3. Blair Hilton
4. Ryan Archibald
5. Bradley Shaw
6. Nic Woods
7. Devon Manchester (TM)
8. Kane Russell
9. Blair Tarrant
10. Shay Neal
11. Arun Panchia
12. Shea McAleese
13. Stephen Jenness
14. Hugo Inglis
15. Hayden Phillips
16. Nick Wilson

Dự phòng:
- Marcus Child
- Nick Haig

### Tây Ban Nha
Sau đây là đội hình của đội tuyển Tây Ban Nha tham dự giải đấu khúc côn cầu trên cỏ nam tại Thế vận hội Mùa hè 2016.
Huấn luyện viên trưởng: Fred Soyez
1. Francisco Cortés (TM)
2. Sergi Enrique
3. Bosco Pérez-Pla
4. Miquel Delás
5. Pau Quemada
6. Viçens Ruiz
7. Álvaro Iglesias
8. David Alegre (C)
9. Roc Oliva
10. Jordi Carrera
11. Andrés Mir
12. Xavi Lleonart
13. Marc Sallés
14. Salva Piera
15. Álex Casasayas
16. Manel Terraza
17. Josep Romeu

Dự phòng:
- Mario Fernández

## Bảng B

### Argentina
Sau đây là đội hình của đội tuyển Argentina tham dự giải đấu khúc côn cầu trên cỏ nam tại Thế vận hội Mùa hè 2016.
Huấn luyện viên trưởng: Carlos Retegui
1. Juan Manuel Vivaldi (TM)
2. Gonzalo Peillat
3. Juan Ignacio Gilardi
4. Pedro Ibarra (C)
5. Facundo Callioni
6. Lucas Rey
7. Matías Paredes
8. Joaquín Menini
9. Lucas Vila
10. Luca Masso
11. Ignacio Ortiz
12. Juan Martín López
13. Juan Manuel Saladino
14. Isidoro Ibarra
15. Matías Rey
16. Manuel Brunet
17. Agustín Mazzilli
18. Lucas Rossi

Dự phòng:
- Tomás Santiago (TM)

### Canada
Sau đây là đội hình của đội tuyển Canada tham dự giải đấu khúc côn cầu trên cỏ nam tại Thế vận hội Mùa hè 2016. Danh sách bao gồm 16 vận động viên.
Huấn luyện viên trưởng: Anthony Farry
1. Benjamin Martin
2. Scott Tupper (C)
3. Devohn Noronha-Teixeira
4. Gabriel Ho-Garcia
5. Keegan Pereira
6. Jagdish Gill
7. Adam Froese
8. Gordon Johnston
9. Brenden Bissett
10. Mark Pearson
11. Matthew Sarmento
12. Iain Smythe
13. Matthew Guest
14. Sukhi Panesar
15. Taylor Curran
16. David Carter (TM)

### Đức
Sau đây là đội hình của đội tuyển Đức tham dự giải đấu khúc côn cầu trên cỏ nam tại Thế vận hội Mùa hè 2016.
Huấn luyện viên trưởng: Valentin Altenburg
1. Nicolas Jacobi (TM)
2. Mathias Müller
3. Linus Butt
4. Martin Häner (C)
5. Moritz Trompertz
6. Mats Grambusch
7. Christopher Wesley
8. Timm Herzbruch
9. Tobias Hauke
10. Tom Grambusch
11. Christopher Rühr
12. Martin Zwicker
13. Moritz Fürste
14. Florian Fuchs
15. Timur Oruz
16. Niklas Wellen

Dự phòng:
- Tobias Walter (TM)
- Oskar Deecke
- Oliver Korn

### Ấn Độ
Sau đây là đội hình của đội tuyển Ấn Độ tham dự giải đấu khúc côn cầu trên cỏ nam tại Thế vận hội Mùa hè 2016.
Huấn luyện viên trưởng: Roelant Oltmans
1. Harmanpreet Singh
2. Rupinder Pal Singh
3. Kothajit Singh
4. Surender Kumar
5. Manpreet Singh
6. Sardara Singh
7. V. R. Raghunath
8. S. K. Uthappa
9. P. R. Sreejesh (C & TM)
10. Danish Mujtaba
11. Devinder Walmiki
12. S. V. Sunil
13. Akashdeep Singh
14. Chinglensana Singh
15. Ramandeep Singh
16. Nikkin Thimmaiah

Dự phòng:
- Vikas Dahiya
- Pardeep Mor

### Ireland
Sau đây là đội hình của đội tuyển Ireland tham dự giải đấu khúc côn cầu trên cỏ nam tại Thế vận hội Mùa hè 2016.
Huấn luyện viên trưởng: Craig Fulton
1. David Harte (TM) (C)
2. John Jackson
3. Jonathan Bell
4. Ronan Gormley
5. Michael Watt
6. Chris Cargo
7. Alan Sothern
8. John Jermyn
9. Eugene Magee
10. Peter Caruth
11. Kirk Shimmins
12. Shane O'Donoghue
13. Michael Darling
14. Kyle Good
15. Paul Gleghorne
16. Conor Harte

Dự phòng:
- Tim Cockram
- Michael Robson
- David Fitzgerald

### Hà Lan
Sau đây là đội hình của đội tuyển Hà Lan tham dự giải đấu khúc côn cầu trên cỏ nam tại Thế vận hội Mùa hè 2016.
Huấn luyện viên trưởng: Max Caldas
1. Jaap Stockmann (TM)
2. Glenn Schuurman
3. Billy Bakker
4. Seve van Ass
5. Valentin Verga
6. Jeroen Hertzberger
7. Sander de Wijn
8. Sander Baart
9. Robbert Kemperman
10. Mirco Pruyser
11. Bob de Voogd
12. Jorrit Croon
13. Rogier Hofman
14. Robert van der Horst (C)
15. Hidde Turkstra
16. Mink van der Weerden

Dự phòng:
- Pirmin Blaak (TM)
- Constantijn Jonker